# Mistrzostwa Szkocji w piłce nożnej mężczyzn
Mistrzostwa Szkocji w piłce nożnej – rozgrywki piłkarskie, prowadzone cyklicznie – corocznie lub co sezonowo (na przełomie dwóch lat kalendarzowych) – mające na celu wyłonienie najlepszej męskiej drużyny w Szkocji.

## Historia
Mistrzostwa Szkocji w piłce nożnej rozgrywane są od 1890 roku. Obecnie rozgrywki odbywają się w wielopoziomowych ligach: Scottish Premiership, Scottish Championship, Scottish League One, Scottish League Two oraz niższych klasach.
9 lipca 1867 roku w Glasgow powstał pierwszy szkocki klub piłkarski Queen’s Park F.C., potem następne. Po założeniu szkockiej federacji piłkarskiej – SFA (zwaną również Scottish FA) 13 marca 1873 roku, rozpoczął się proces zorganizowania pierwszych oficjalnych Mistrzostw Szkocji w sezonie 1890/91. Scottish Football League została założona w 1890 roku jako pierwsza profesjonalna liga w szkockim futbolu. Pod koniec sezonu 1890/91 pierwsze mistrzostwo zdobyły ex aequo drużyny: Dumbarton i Rangers. W 1893 została utworzona druga liga – rozgrywki na najwyższym poziomie nazywane Scottish League First Division. W latach 1939–1946 mistrzostwa zawieszono z powodu II wojny światowej.
W sezonie 1975/76 po raz pierwszy wystartowały rozgrywki w Scottish Football League Premier Division. W sezonie 1998/99 liga zmieniła nazwę na Scottish Premier League.
Rozgrywki zawodowej Scottish Premiership zainaugurowano w sezonie 2013/14.

## Mistrzowie i pozostali medaliści
| Sezon     | K | K | T  | Mistrz                       | Wicemistrz          | III miejsce                             | Br. | Król strzelców                                                            | Uwagi                                  |
| 1890/91   |   |   | 1  | Dumbarton F.C., Rangers F.C. | –                   | Celtic F.C.                             | 20  | Jack Bell (Dumbarton F.C.)                                                | 10 klubów                              |
| 1891/92   |   |   | 2  | Dumbarton F.C.               | Celtic F.C.         | Heart of Midlothian                     | 23  | Jack Bell (Dumbarton F.C.)                                                | 12 klubów                              |
| 1892/93   |   |   | 1  | Celtic F.C.                  | Rangers F.C.        | St. Mirren F.C.                         | 11  | Sandy McMahon (Celtic F.C.), John Campbell (Celtic F.C.)                  | 10 klubów                              |
| 1893/94   |   |   | 2  | Celtic F.C.                  | Heart of Midlothian | St. Bernard’s F.C.                      | 16  | Sandy McMahon (Celtic F.C.)                                               | 10 klubów                              |
| 1894/95   |   |   | 1  | Heart of Midlothian          | Celtic F.C.         | Rangers F.C.                            | 12  | James Miller (Clyde F.C.)                                                 | 10 klubów                              |
| 1895/96   |   |   | 3  | Celtic F.C.                  | Rangers F.C.        | Hibernian F.C.                          | 19  | Allan Martin (Celtic F.C.)                                                | 10 klubów                              |
| 1896/97   |   |   | 2  | Heart of Midlothian          | Hibernian F.C.      | Rangers F.C.                            | 12  | Willie Taylor (Heart of Midlothian)                                       | 10 klubów                              |
| 1897/98   |   |   | 4  | Celtic F.C.                  | Rangers F.C.        | Hibernian F.C.                          | 18  | Robert Hamilton (Rangers F.C.)                                            | 10 klubów                              |
| 1898/99   |   |   | 2  | Rangers F.C.                 | Heart of Midlothian | Celtic F.C.                             | 25  | Robert Hamilton (Rangers F.C.)                                            | 10 klubów                              |
| 1899/00   |   |   | 3  | Rangers F.C.                 | Celtic F.C.         | Hibernian F.C.                          | 15  | Robert Hamilton (Rangers F.C.), William Michael (Heart of Midlothian)     | 10 klubów                              |
| 1900/01   |   |   | 4  | Rangers F.C.                 | Celtic F.C.         | Hibernian F.C.                          | 20  | Robert Hamilton (Rangers F.C.)                                            | 11 klubów                              |
| 1901/02   |   |   | 5  | Rangers F.C.                 | Celtic F.C.         | Heart of Midlothian                     | 10  | William Maxwell (Third Lanark A.C.)                                       | 10 klubów                              |
| 1902/03   |   |   | 1  | Hibernian F.C.               | Dundee F.C.         | Rangers F.C.                            | 14  | David Reid (Hibernian F.C.)                                               | 12 klubów                              |
| 1903/04   |   |   | 1  | Third Lanark A.C.            | Heart of Midlothian | Celtic F.C., Rangers F.C.               | 28  | Robert Hamilton (Rangers F.C.)                                            | 14 klubów                              |
| 1904/05   |   |   | 5  | Celtic F.C.                  | Rangers F.C.        | Third Lanark A.C.                       | 19  | Robert Hamilton (Rangers F.C.), Jimmy Quinn (Celtic F.C.)                 | 14 klubów                              |
| 1905/06   |   |   | 6  | Celtic F.C.                  | Heart of Midlothian | Airdrieonians F.C.                      | 20  | Jimmy Quinn (Celtic F.C.)                                                 | 16 klubów                              |
| 1906/07   |   |   | 7  | Celtic F.C.                  | Dundee F.C.         | Rangers F.C.                            | 29  | Jimmy Quinn (Celtic F.C.)                                                 | 18 klubów                              |
| 1907/08   |   |   | 8  | Celtic F.C.                  | Falkirk F.C.        | Rangers F.C.                            | 32  | Jock Simpson (Falkirk F.C.)                                               | 18 klubów                              |
| 1908/09   |   |   | 9  | Celtic F.C.                  | Dundee F.C.         | Clyde F.C.                              | 29  | John Hunter (Dundee F.C.)                                                 | 18 klubów                              |
| 1909/10   |   |   | 10 | Celtic F.C.                  | Falkirk F.C.        | Rangers F.C.                            | 24  | Jimmy Quinn (Celtic F.C.), Jock Simpson (Falkirk F.C.)                    | 18 klubów                              |
| 1910/11   |   |   | 6  | Rangers F.C.                 | Aberdeen F.C.       | Falkirk F.C.                            | 38  | Willie Reid (Rangers F.C.)                                                | 18 klubów                              |
| 1911/12   |   |   | 7  | Rangers F.C.                 | Celtic F.C.         | Clyde F.C.                              | 33  | Willie Reid (Rangers F.C.)                                                | 18 klubów                              |
| 1912/13   |   |   | 8  | Rangers F.C.                 | Celtic F.C.         | Airdrieonians F.C., Heart of Midlothian | 30  | James Reid (Airdrieonians F.C.)                                           | 18 klubów                              |
| 1913/14   |   |   | 11 | Celtic F.C.                  | Rangers F.C.        | Heart of Midlothian, Morton F.C.        | 27  | James Reid (Airdrieonians F.C.)                                           | 20 klubów                              |
| 1914/15   |   |   | 12 | Celtic F.C.                  | Heart of Midlothian | Rangers F.C.                            | 29  | Tom Gracie (Heart of Midlothian), James Richardson (Ayr)                  | 20 klubów                              |
| 1915/16   |   |   | 13 | Celtic F.C.                  | Rangers F.C.        | Morton F.C.                             | 34  | Jimmy McColl (Celtic F.C.)                                                | 20 klubów                              |
| 1916/17   |   |   | 14 | Celtic F.C.                  | Morton F.C.         | Rangers F.C.                            | 39  | Bert Yarnall (Airdrieonians F.C.)                                         | 20 klubów                              |
| 1917/18   |   |   | 9  | Rangers F.C.                 | Celtic F.C.         | Kilmarnock F.C., Morton F.C.            | 35  | Hugh Ferguson (Motherwell F.C.)                                           | 18 klubów                              |
| 1918/19   |   |   | 15 | Celtic F.C.                  | Rangers F.C.        | Morton F.C.                             | 29  | David McLean (Rangers F.C.)                                               | 18 klubów                              |
| 1919/20   |   |   | 10 | Rangers F.C.                 | Celtic F.C.         | Motherwell F.C.                         | 33  | Hugh Ferguson (Motherwell F.C.)                                           | 22 kluby                               |
| 1920/21   |   |   | 11 | Rangers F.C.                 | Celtic F.C.         | Heart of Midlothian                     | 43  | Hugh Ferguson (Motherwell F.C.)                                           | 22 kluby                               |
| 1921/22   |   |   | 16 | Celtic F.C.                  | Rangers F.C.        | Raith Rovers F.C.                       | 45  | Duncan Walker (St. Mirren F.C.)                                           | 22 kluby                               |
| 1922/23   |   |   | 12 | Rangers F.C.                 | Airdrieonians F.C.  | Celtic F.C.                             | 30  | Jock White (Heart of Midlothian)                                          | 20 klubów                              |
| 1923/24   |   |   | 13 | Rangers F.C.                 | Airdrieonians F.C.  | Celtic F.C.                             | 38  | David Halliday (Dundee F.C.)                                              | 20 klubów                              |
| 1924/25   |   |   | 14 | Rangers F.C.                 | Airdrieonians F.C.  | Hibernian F.C.                          | 33  | Willie Devlin (Cowdenbeath F.C.)                                          | 20 klubów                              |
| 1925/26   |   |   | 17 | Celtic F.C.                  | Airdrieonians F.C.  | Heart of Midlothian                     | 40  | Willie Devlin (Cowdenbeath F.C.)                                          | 20 klubów                              |
| 1926/27   |   |   | 15 | Rangers F.C.                 | Motherwell F.C.     | Celtic F.C.                             | 49  | Jimmy McGrory (Celtic F.C.)                                               | 20 klubów                              |
| 1927/28   |   |   | 16 | Rangers F.C.                 | Celtic F.C.         | Motherwell F.C.                         | 47  | Jimmy McGrory (Celtic F.C.)                                               | 20 klubów                              |
| 1928/29   |   |   | 17 | Rangers F.C.                 | Celtic F.C.         | Motherwell F.C.                         | 43  | Evelyn Morrison (Falkirk F.C.)                                            | 20 klubów                              |
| 1929/30   |   |   | 18 | Rangers F.C.                 | Motherwell F.C.     | Aberdeen F.C.                           | 38  | Benny Yorston (Aberdeen F.C.)                                             | 20 klubów                              |
| 1930/31   |   |   | 19 | Rangers F.C.                 | Celtic F.C.         | Motherwell F.C.                         | 44  | Barney Battles (Heart of Midlothian)                                      | 20 klubów                              |
| 1931/32   |   |   | 1  | Motherwell F.C.              | Rangers F.C.        | Celtic F.C.                             | 52  | Willie MacFadyen (Motherwell F.C.)                                        | 20 klubów                              |
| 1932/33   |   |   | 20 | Rangers F.C.                 | Motherwell F.C.     | Heart of Midlothian                     | 45  | Willie MacFadyen (Motherwell F.C.)                                        | 20 klubów                              |
| 1933/34   |   |   | 21 | Rangers F.C.                 | Motherwell F.C.     | Celtic F.C.                             | 41  | Jimmy Smith (Rangers F.C.)                                                | 20 klubów                              |
| 1934/35   |   |   | 22 | Rangers F.C.                 | Celtic F.C.         | Heart of Midlothian                     | 36  | Jimmy Smith (Rangers F.C.)                                                | 20 klubów                              |
| 1935/36   |   |   | 18 | Celtic F.C.                  | Rangers F.C.        | Aberdeen F.C.                           | 50  | Jimmy McGrory (Celtic F.C.)                                               | 20 klubów                              |
| 1936/37   |   |   | 23 | Rangers F.C.                 | Aberdeen F.C.       | Celtic F.C.                             | 34  | David Wilson (Hamilton)                                                   | 20 klubów                              |
| 1937/38   |   |   | 19 | Celtic F.C.                  | Heart of Midlothian | Rangers F.C.                            | 40  | Andy Black (Heart of Midlothian)                                          | 20 klubów                              |
| 1938/39   |   |   | 24 | Rangers F.C.                 | Celtic F.C.         | Aberdeen F.C.                           | 35  | Alex Venters (Rangers F.C.)                                               | 20 klubów                              |
| 1939–1946 |   |   |    |                              |                     |                                         |     |                                                                           | nie rozgrywano przez II wojnę światową |
| 1946/47   |   |   | 25 | Rangers F.C.                 | Hibernian F.C.      | Aberdeen F.C.                           | 22  | Bobby Mitchell (Third Lanark A.C.)                                        | 16 klubów                              |
| 1947/48   |   |   | 2  | Hibernian F.C.               | Rangers F.C.        | Partick Thistle F.C.                    | 20  | Archie Aikman (Falkirk F.C.)                                              | 16 klubów                              |
| 1948/49   |   |   | 26 | Rangers F.C.                 | Dundee F.C.         | Hibernian F.C.                          | 30  | Alexander Stott (Dundee F.C.)                                             | 16 klubów                              |
| 1949/50   |   |   | 27 | Rangers F.C.                 | Hibernian F.C.      | Heart of Midlothian                     | 30  | Willie Bauld (Heart of Midlothian)                                        | 16 klubów                              |
| 1950/51   |   |   | 3  | Hibernian F.C.               | Rangers F.C.        | Dundee F.C.                             | 22  | Lawrie Reilly (Hibernian F.C.)                                            | 16 klubów                              |
| 1951/52   |   |   | 4  | Hibernian F.C.               | Rangers F.C.        | East Fife F.C.                          | 27  | Lawrie Reilly (Hibernian F.C.)                                            | 16 klubów                              |
| 1952/53   |   |   | 28 | Rangers F.C.                 | Hibernian F.C.      | East Fife F.C.                          | 30  | Lawrie Reilly (Hibernian F.C.), Charles Fleming (East Fife F.C.)          | 16 klubów                              |
| 1953/54   |   |   | 20 | Celtic F.C.                  | Heart of Midlothian | Partick Thistle F.C.                    | 27  | Jimmy Wardhaugh (Heart of Midlothian)                                     | 16 klubów                              |
| 1954/55   |   |   | 1  | Aberdeen F.C.                | Celtic F.C.         | Rangers F.C.                            | 21  | Willie Bauld (Heart of Midlothian)                                        | 16 klubów                              |
| 1955/56   |   |   | 29 | Rangers F.C.                 | Aberdeen F.C.       | Heart of Midlothian                     | 28  | Jimmy Wardhaugh (Heart of Midlothian)                                     | 18 klubów                              |
| 1956/57   |   |   | 30 | Rangers F.C.                 | Heart of Midlothian | Kilmarnock F.C.                         | 33  | Hugh Baird (Airdrieonians F.C.)                                           | 18 klubów                              |
| 1957/58   |   |   | 3  | Heart of Midlothian          | Rangers F.C.        | Celtic F.C.                             | 28  | Jimmy Wardhaugh (Heart of Midlothian), Jimmy Murray (Heart of Midlothian) | 18 klubów                              |
| 1958/59   |   |   | 31 | Rangers F.C.                 | Heart of Midlothian | Motherwell F.C.                         | 25  | Joe Baker (Hibernian F.C.)                                                | 18 klubów                              |
| 1959/60   |   |   | 4  | Heart of Midlothian          | Kilmarnock F.C.     | Rangers F.C.                            | 42  | Joe Baker (Hibernian F.C.)                                                | 18 klubów                              |
| 1960/61   |   |   | 32 | Rangers F.C.                 | Kilmarnock F.C.     | Third Lanark A.C.                       | 42  | Alex Harley (Third Lanark A.C.)                                           | 18 klubów                              |
| 1961/62   |   |   | 1  | Dundee F.C.                  | Rangers F.C.        | Celtic F.C.                             | 24  | Alan Gilzean (Dundee F.C.)                                                | 18 klubów                              |
| 1962/63   |   |   | 33 | Rangers F.C.                 | Kilmarnock F.C.     | Partick Thistle F.C.                    | 27  | Jimmy Millar (Rangers F.C.)                                               | 18 klubów                              |
| 1963/64   |   |   | 34 | Rangers F.C.                 | Kilmarnock F.C.     | Celtic F.C.                             | 32  | Alan Gilzean (Dundee F.C.)                                                | 18 klubów                              |
| 1964/65   |   |   | 1  | Kilmarnock F.C.              | Heart of Midlothian | Dunfermline Athletic F.C.               | 30  | Jim Forrest (Rangers F.C.)                                                | 18 klubów                              |
| 1965/66   |   |   | 21 | Celtic F.C.                  | Rangers F.C.        | Kilmarnock F.C.                         | 31  | Joe McBride (Celtic F.C.), Alex Ferguson (Dunfermline)                    | 18 klubów                              |
| 1966/67   |   |   | 22 | Celtic F.C.                  | Rangers F.C.        | Clyde F.C.                              | 21  | Stevie Chalmers (Celtic F.C.)                                             | 18 klubów                              |
| 1967/68   |   |   | 23 | Celtic F.C.                  | Rangers F.C.        | Hibernian F.C.                          | 32  | Bobby Lennox (Celtic F.C.)                                                | 18 klubów                              |
| 1968/69   |   |   | 24 | Celtic F.C.                  | Rangers F.C.        | Dunfermline Athletic F.C.               | 26  | Kenneth Cameron (Dundee United F.C.)                                      | 18 klubów                              |
| 1969/70   |   |   | 25 | Celtic F.C.                  | Rangers F.C.        | Hibernian F.C.                          | 24  | Colin Stein (Rangers F.C.)                                                | 18 klubów                              |
| 1970/71   |   |   | 26 | Celtic F.C.                  | Aberdeen F.C.       | St. Johnstone F.C.                      | 22  | Harry Hood (Celtic F.C.)                                                  | 18 klubów                              |
| 1971/72   |   |   | 27 | Celtic F.C.                  | Aberdeen F.C.       | Rangers F.C.                            | 33  | Joe Harper (Aberdeen F.C.)                                                | 18 klubów                              |
| 1972/73   |   |   | 28 | Celtic F.C.                  | Rangers F.C.        | Hibernian F.C.                          | 27  | Alan Gordon (Hibernian F.C.)                                              | 18 klubów                              |
| 1973/74   |   |   | 29 | Celtic F.C.                  | Hibernian F.C.      | Rangers F.C.                            | 26  | John „Dixie” Deans (Celtic F.C.)                                          | 18 klubów                              |
| 1974/75   |   |   | 35 | Rangers F.C.                 | Hibernian F.C.      | Celtic F.C.                             | 20  | Andy Gray (Dundee United F.C.), Willie Pettigrew (Motherwell F.C.)        | 18 klubów                              |
| 1975/76   |   |   | 36 | Rangers F.C.                 | Celtic F.C.         | Hibernian F.C.                          | 24  | Kenny Dalglish (Celtic F.C.)                                              | 10 klubów                              |
| 1976/77   |   |   | 30 | Celtic F.C.                  | Rangers F.C.        | Aberdeen F.C.                           | 21  | Willie Pettigrew (Motherwell F.C.)                                        | 10 klubów                              |
| 1977/78   |   |   | 37 | Rangers F.C.                 | Aberdeen F.C.       | Dundee United F.C.                      | 25  | Derek Johnstone (Rangers F.C.)                                            | 10 klubów                              |
| 1978/79   |   |   | 31 | Celtic F.C.                  | Rangers F.C.        | Dundee United F.C.                      | 22  | Andy Ritchie (Morton F.C.)                                                | 10 klubów                              |
| 1979/80   |   |   | 2  | Aberdeen F.C.                | Celtic F.C.         | St. Mirren F.C.                         | 25  | Douglas Somner (St. Mirren F.C.)                                          | 10 klubów                              |
| 1980/81   |   |   | 32 | Celtic F.C.                  | Aberdeen F.C.       | Rangers F.C.                            | 23  | Frank McGarvey (Celtic F.C.)                                              | 10 klubów                              |
| 1981/82   |   |   | 33 | Celtic F.C.                  | Aberdeen F.C.       | Rangers F.C.                            | 21  | George McCluskey (Celtic F.C.)                                            | 10 klubów                              |
| 1982/83   |   |   | 1  | Dundee United F.C.           | Celtic F.C.         | Aberdeen F.C.                           | 29  | Charlie Nicholas (Celtic F.C.)                                            | 10 klubów                              |
| 1983/84   |   |   | 3  | Aberdeen F.C.                | Celtic F.C.         | Dundee United F.C.                      | 23  | Brian McClair (Celtic F.C.)                                               | 10 klubów                              |
| 1984/85   |   |   | 4  | Aberdeen F.C.                | Celtic F.C.         | Dundee United F.C.                      | 22  | Frank McDougall (Aberdeen F.C.)                                           | 10 klubów                              |
| 1985/86   |   |   | 34 | Celtic F.C.                  | Heart of Midlothian | Dundee United F.C.                      | 24  | Ally McCoist (Rangers F.C.)                                               | 10 klubów                              |
| 1986/87   |   |   | 38 | Rangers F.C.                 | Celtic F.C.         | Dundee United F.C.                      | 35  | Brian McClair (Celtic F.C.)                                               | 12 klubów                              |
| 1987/88   |   |   | 35 | Celtic F.C.                  | Heart of Midlothian | Rangers F.C.                            | 33  | Tommy Coyne (Dundee F.C.)                                                 | 12 klubów                              |
| 1988/89   |   |   | 39 | Rangers F.C.                 | Aberdeen F.C.       | Celtic F.C.                             | 16  | Mark McGhee (Celtic F.C.), Charlie Nicholas (Aberdeen F.C.)               | 10 klubów                              |
| 1989/90   |   |   | 40 | Rangers F.C.                 | Aberdeen F.C.       | Heart of Midlothian                     | 17  | John Robertson (Heart of Midlothian)                                      | 10 klubów                              |
| 1990/91   |   |   | 41 | Rangers F.C.                 | Aberdeen F.C.       | Celtic F.C.                             | 18  | Tommy Coyne (Celtic F.C.)                                                 | 10 klubów                              |
| 1991/92   |   |   | 42 | Rangers F.C.                 | Heart of Midlothian | Celtic F.C.                             | 34  | Ally McCoist (Rangers F.C.)                                               | 12 klubów                              |
| 1992/93   |   |   | 43 | Rangers F.C.                 | Aberdeen F.C.       | Celtic F.C.                             | 34  | Ally McCoist (Rangers F.C.)                                               | 12 klubów                              |
| 1993/94   |   |   | 44 | Rangers F.C.                 | Aberdeen F.C.       | Motherwell F.C.                         | 22  | Mark Hateley (Rangers F.C.)                                               | 12 klubów                              |
| 1994/95   |   |   | 45 | Rangers F.C.                 | Motherwell F.C.     | Hibernian F.C.                          | 16  | Tommy Coyne (Motherwell F.C.)                                             | 10 klubów                              |
| 1995/96   |   |   | 46 | Rangers F.C.                 | Celtic F.C.         | Aberdeen F.C.                           | 26  | Pierre van Hooijdonk (Celtic F.C.)                                        | 10 klubów                              |
| 1996/97   |   |   | 47 | Rangers F.C.                 | Celtic F.C.         | Dundee United F.C.                      | 25  | Jorge Cadete (Celtic F.C.)                                                | 10 klubów                              |
| 1997/98   |   |   | 36 | Celtic F.C.                  | Rangers F.C.        | Heart of Midlothian                     | 32  | Marco Negri (Rangers F.C.)                                                | 10 klubów                              |
| 1998/99   |   |   | 48 | Rangers F.C.                 | Celtic F.C.         | St. Johnstone F.C.                      | 29  | Henrik Larsson (Celtic F.C.)                                              | 10 klubów                              |
| 1999/00   |   |   | 49 | Rangers F.C.                 | Celtic F.C.         | Heart of Midlothian                     | 25  | Mark Viduka (Celtic F.C.)                                                 | 10 klubów                              |
| 2000/01   |   |   | 37 | Celtic F.C.                  | Rangers F.C.        | Hibernian F.C.                          | 35  | Henrik Larsson (Celtic F.C.)                                              | 12 klubów                              |
| 2001/02   |   |   | 38 | Celtic F.C.                  | Rangers F.C.        | Livingston F.C.                         | 29  | Henrik Larsson (Celtic F.C.)                                              | 12 klubów                              |
| 2002/03   |   |   | 50 | Rangers F.C.                 | Celtic F.C.         | Heart of Midlothian                     | 28  | Henrik Larsson (Celtic F.C.)                                              | 12 klubów                              |
| 2003/04   |   |   | 39 | Celtic F.C.                  | Rangers F.C.        | Heart of Midlothian                     | 30  | Henrik Larsson (Celtic F.C.)                                              | 12 klubów                              |
| 2004/05   |   |   | 51 | Rangers F.C.                 | Celtic F.C.         | Hibernian F.C.                          | 25  | John Hartson (Celtic F.C.)                                                | 12 klubów                              |
| 2005/06   |   |   | 40 | Celtic F.C.                  | Heart of Midlothian | Rangers F.C.                            | 32  | Kris Boyd (Rangers F.C.)                                                  | 12 klubów                              |
| 2006/07   |   |   | 41 | Celtic F.C.                  | Rangers F.C.        | Aberdeen F.C.                           | 20  | Kris Boyd (Rangers F.C.)                                                  | 12 klubów                              |
| 2007/08   |   |   | 42 | Celtic F.C.                  | Rangers F.C.        | Motherwell F.C.                         | 25  | Scott McDonald (Celtic F.C.)                                              | 12 klubów                              |
| 2008/09   |   |   | 52 | Rangers F.C.                 | Celtic F.C.         | Heart of Midlothian                     | 27  | Kris Boyd (Rangers F.C.)                                                  | 12 klubów                              |
| 2009/10   |   |   | 53 | Rangers F.C.                 | Celtic F.C.         | Dundee United F.C.                      | 23  | Kris Boyd (Rangers F.C.)                                                  | 12 klubów                              |
| 2010/11   |   |   | 54 | Rangers F.C.                 | Celtic F.C.         | Heart of Midlothian                     | 21  | Kenny Miller (Rangers F.C.)                                               | 12 klubów                              |
| 2011/12   |   |   | 43 | Celtic F.C.                  | Rangers F.C.        | Motherwell F.C.                         | 24  | Gary Hooper (Celtic F.C.)                                                 | 12 klubów                              |
| 2012/13   |   |   | 44 | Celtic F.C.                  | Motherwell F.C.     | St. Johnstone F.C.                      | 26  | Michael Higdon (Motherwell F.C.)                                          | 12 klubów                              |
| 2013/14   |   |   | 45 | Celtic F.C.                  | Motherwell F.C.     | Aberdeen F.C.                           | 27  | Kris Commons (Celtic F.C.)                                                | 12 klubów                              |
| 2014/15   |   |   | 46 | Celtic F.C.                  | Aberdeen F.C.       | Inverness Caledonian Thistle            | 18  | Adam Rooney (Aberdeen F.C.)                                               | 12 klubów                              |
| 2015/16   |   |   | 47 | Celtic F.C.                  | Aberdeen F.C.       | Heart of Midlothian                     | 31  | Leigh Griffiths (Celtic F.C.)                                             | 12 klubów                              |
| 2016/17   |   |   | 48 | Celtic F.C.                  | Aberdeen F.C.       | Rangers F.C.                            | 23  | Liam Boyce (Ross County)                                                  | 12 klubów                              |
| 2017/18   |   |   | 49 | Celtic F.C.                  | Aberdeen F.C.       | Rangers F.C.                            | 18  | Kris Boyd (Kilmarnock F.C.)                                               | 12 klubów                              |
| 2018/19   |   |   | 50 | Celtic F.C.                  | Rangers F.C.        | Kilmarnock F.C.                         | 18  | Alfredo Morelos (Rangers F.C.)                                            | 12 klubów                              |
| 2019/20   |   |   | 51 | Celtic F.C.                  | Rangers F.C.        | Motherwell F.C.                         | 22  | Odsonne Édouard (Celtic F.C.)                                             | 12 klubów                              |
| 2020/21   |   |   | 55 | Rangers F.C.                 | Celtic F.C.         | Hibernian F.C.                          | 18  | Odsonne Édouard (Celtic F.C.)                                             | 12 klubów                              |
| 2021/22   |   |   | 52 | Celtic F.C.                  | Rangers F.C.        | Heart of Midlothian                     | 13  | Regan Charles-Cook (Ross County), Jorgos Jakumakis (Celtic F.C.)          | 12 klubów                              |
| 2022/23   |   |   | 53 | Celtic F.C.                  | Rangers F.C.        | Aberdeen F.C.                           | 27  | Kyōgo Furuhashi (Celtic F.C.)                                             | 12 klubów, 2 fazy                      |
| 2023/24   |   |   | 54 | Celtic F.C.                  | Rangers F.C.        | Heart of Midlothian                     | 24  | Lawrence Shankland (Heart of Midlothian)                                  | 12 klubów, 2 fazy                      |
| 2024/25   |   |   | 55 | Celtic F.C.                  | Rangers F.C.        | Hibernian F.C.                          | 18  | Cyriel Dessers (Rangers)                                                  | 12 klubów, 2 fazy                      |

## Statystyka

### Klasyfikacja według klubów
W dotychczasowej historii Mistrzostw Szkocji na podium oficjalnie stawało w sumie 24 drużyn. Liderem klasyfikacji jest Rangers F.C., który zdobył 55 tytułów mistrzowskich, wyprzedzając Celtic F.C. większą liczbą tytułów wicemistrzowskich.
Stan po sezonie na 18 maja 2025 roku.
| Lp. | Klub                         | Miejsca na podium | Miejsca na podium | Miejsca na podium | Zwycięskie sezony |    |    | |
| --- | ---------------------------- | ----------------- | ----------------- | ----------------- | --- | -- | -- | --- |
| Lp. | Klub                         | 1.                | Rangers F.C.      | 55                | Zwycięskie sezony | 36 | 20 | 1890/91, 1898/99, 1899/00, 1900/01, 1901/02, 1910/11, 1911/12, 1912/13, 1917/18, 1919/20, 1920/21, 1922/23, 1923/24, 1924/25, 1926/27, 1927/28, 1928/29, 1929/30, 1930/31, 1932/33, 1933/34, 1934/35, 1936/37, 1938/39, 1946/47, 1948/49, 1949/50, 1952/53, 1955/56, 1956/57, 1958/59, 1960/61, 1962/63, 1963/64, 1974/75, 1975/76, 1977/78, 1986/87, 1988/89, 1989/90, 1990/91, 1991/92, 1992/93, 1993/94, 1994/95, 1995/96, 1996/97, 1998/99, 1999/00, 2002/03, 2004/05, 2008/09, 2009/10, 2010/11, 2020/21 |
| 2.  | Celtic F.C.                  | 55                | 32                | 17                | 1892/93, 1893/94, 1895/96, 1897/98, 1904/05, 1905/06, 1906/07, 1907/08, 1908/09, 1909/10, 1913/14, 1914/15, 1915/16, 1916/17, 1918/19, 1921/22, 1925/26, 1935/36, 1937/38, 1953/54, 1965/66, 1966/67, 1967/68, 1968/69, 1969/70, 1970/71, 1971/72, 1972/73, 1973/74, 1976/77, 1978/79, 1980/81, 1981/82, 1985/86, 1987/88, 1997/98, 2000/01, 2001/02, 2003/04, 2005/06, 2006/07, 2007/08, 2011/12, 2012/13, 2013/14, 2014/15, 2015/16, 2016/17, 2017/18, 2018/19, 2019/20, 2021/22, 2022/23, 2023/24, 2024/25 |    |    | |
| 3.  | Aberdeen F.C.                | 4                 | 17                | 9                 | 1954/55, 1979/80, 1983/84, 1984/85 |    |    | |
| 4.  | Heart of Midlothian          | 4                 | 14                | 20                | 1894/95, 1896/97, 1957/58, 1959/60 |    |    | |
| 5.  | Hibernian F.C.               | 4                 | 6                 | 15                | 1902/03, 1947/48, 1950/51, 1951/52 |    |    | |
| 6.  | Dumbarton F.C.               | 2                 | 0                 | 0                 | 1890/91, 1891/92 |    |    | |
| 7.  | Motherwell F.C.              | 1                 | 7                 | 9                 | 1931/32 |    |    | |
| 8.  | Kilmarnock F.C.              | 1                 | 4                 | 4                 | 1964/65 |    |    | |
| 9.  | Dundee F.C.                  | 1                 | 4                 | 1                 | 1961/62 |    |    | |
| 10. | Dundee United                | 1                 | 0                 | 8                 | 1982/83 |    |    | |
| 11. | Third Lanark                 | 1                 | 0                 | 2                 | 1903/04 |    |    | |
| 12. | Airdrieonians F.C.           | 0                 | 4                 | 2                 | |    |    | |
| 13. | Falkirk F.C.                 | 0                 | 2                 | 1                 | |    |    | |
| 14. | Greenock Morton F.C.         | 0                 | 1                 | 4                 | |    |    | |
| 15. | Clyde F.C.                   | 0                 | 0                 | 3                 | |    |    | |
| 15. | Partick Thistle              | 0                 | 0                 | 3                 | |    |    | |
| 15. | St. Johnstone                | 0                 | 0                 | 3                 | |    |    | |
| 18. | Dunfermline Athletic         | 0                 | 0                 | 2                 | |    |    | |
| 18. | East Fife                    | 0                 | 0                 | 2                 | |    |    | |
| 18. | St Mirren                    | 0                 | 0                 | 2                 | |    |    | |
| 21. | Inverness Caledonian Thistle | 0                 | 0                 | 1                 | |    |    | |
| 21. | Livingston                   | 0                 | 0                 | 1                 | |    |    | |
| 21. | Raith Rovers                 | 0                 | 0                 | 1                 | |    |    | |
| 21. | St. Bernard’s                | 0                 | 0                 | 1                 | |    |    | |

### Klasyfikacja według miast
Siedziby klubów: Stan na 18 maja 2025 roku.
| Miasto     | Liczba tytułów | Kluby                                            |
| ---------- | -------------- | ------------------------------------------------ |
| Glasgow    | 111            | Rangers (55), Celtic F.C. (55), Third Lanark (1) |
| Edynburg   | 8              | Heart of Midlothian (4), Hibernian (4)           |
| Aberdeen   | 4              | Aberdeen (4)                                     |
| Dumbarton  | 2              | Dumbarton (2)                                    |
| Dundee     | 2              | Dundee F.C. (1), Dundee United (1)               |
| Motherwell | 1              | Motherwell (1)                                   |
| Kilmarnock | 1              | Kilmarnock (1)                                   |

## Uczestnicy
Jest 45 zespołów, które wzięły udział w 129 ligowych Mistrzostwach Szkocji. Rozgrywki były prowadzone od 1890/91 aż do sezonu 2025/26 włącznie.
Pogrubione zespoły biorące udział w sezonie 2025/26.
- 129 razy: Celtic F.C.
- 125 razy: Rangers F.C.
- 123 razy: Heart of Midlothian F.C.
- 117 razy: Hibernian F.C.
- 112 razy: Aberdeen F.C.
- 110 razy: Motherwell F.C.
- 105 razy: St. Mirren F.C.
- 101 razy: Dundee F.C.
- 97 razy: Kilmarnock F.C.
- 85 razy: Partick Thistle F.C.
- 69 razy: Falkirk F.C.
- 64 razy: Dundee United F.C.
- 63 razy: Clyde F.C.
- 60 razy: Airdrieonians F.C.
- 58 razy: Third Lanark F.C.
- 54 razy: Greenock Morton F.C., St. Johnstone F.C.
- 48 razy: Hamilton Academical F.C.
- 42 razy: Queen’s Park F.C.
- 38 razy: Dunfermline Athletic F.C.
- 37 razy: Raith Rovers F.C.
- 35 razy: Ayr United F.C.
- 20 razy: Queen of the South F.C.
- 19 razy: Dumbarton F.C.
- 14 razy: East Fife F.C.
- 12 razy: Inverness F.C., Livingston F.C., Ross County F.C.
- 11 razy: Cowdenbeath F.C., Stirling Albion F.C.
- 10 razy: Clydebank F.C.
- 9 razy: Arbroath F.C., Albion Rovers F.C.
- 8 razy: Port Glasgow Athletic F.C.
- 7 razy: St. Bernard’s F.C.
- 6 razy: Leith Athletic F.C.
- 4 razy: Abercorn F.C.
- 3 razy: Renton F.C.
- 2 razy: Vale of Leven F.C., Cambuslang F.C., East Stirlingshire F.C.
- 1 raz: Cowlairs F.C., Alloa Athletic F.C., Bo’ness F.C., Gretna F.C.